# Клан Ганн

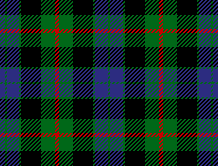
Тартан клана

Ганн — один из кланов горной Шотландии.

## История клана
Клан Ганн ведет происхождение от норвежских ярлов Оркнейских островов и  кельтских мормэров Атолла. Прародителями клана считаются Ранхильд, дочь Матада (Маддадара), мормэра Атолла, и дочери Хокана Пальсона, соправителя Магнуса Святого в графстве Оркни, и её супруг Ганни (Ганнар), правнук героя «Саги об оркнейцах» Свена Аслейфа. Предположительно от имени Ганни (в переводе — «война») и произошло название клана.
После смерти в 1198 г. Харальда Маддадсона, который был ярлом Оркнейских островов и мормэром Кейтнесса, его сестра Ранхильд унаследовала и принесла в семью обширные земли в Кейтнессе и Сатерленде. Впоследствии эти владения перешли к Снэколлу (в переводе — «Белая голова») Ганну, сыну Ганни. Однако вскоре его лишили части земель в качестве платы за убийство Джона Харальдсона, последнего норвежского ярла Оркнейских островов, которое произошло во время спора за право владения наследными землями их норвежских предков.
Так же существует версия, что Ганны были норвежского происхождения. Дополнительную информацию о норвежском происхождении клана Ганн можно найти в статье, написанной Майклом Джеймсом Ганном, цитирующей сэра Роберта Гордона «Родословная история графства Сатерленда с 17-го века». Сэр Роберт Гордон, в исследовании генеалогии для его работы взял интервью у многих глав семей в Сатерленде, среди них Александр Гун из Килиарнана и Навидейл, который умер в 1655 году. От него он узнал, что семья Маккимиша считает что клан Ганн произошел от сына короля Денмарка по имени Ганн, который приехал из Дании и поселился в Кейтнессе.Во времена сэра Роберта Гордона королевства Дании и Норвегии были объединены под датской короной. Тем не менее, древние гэльские сеннахи описывали Ганнов как норвежцев, а не датчан, потому что во время прибытия их предков в Кейтнесс Норвегия была отдельным королевством и не объединялась с Данией до Союза в Кальмар в 1391 году.

## Процветание клана
Расцвет могущества клана пришелся на середину XIII в., когда Ганны владели всем Кейтнессом. Однако на протяжении следующих двух веков большая часть плодородных земель клана отошла по приказу короны кланам Синклер и Кит. В результате в середине XV в. вождь клана Джордж Ганн, известный как «Am Braisdeach Mor», то есть «тот, кто носит большую брошь», контролировал лишь скалистое побережье Кейтнесса. Под его предводительством Ганны долгое время враждовали с кланом Кит, оспаривая друг у друга земли и влияние в Кейтнессе.
Как это часто случалось, борьба кланов за власть переплеталась с кровной местью. Дагалд Кит испытывал страсть к Элен, дочери Лахлана Ганна из Брэмора. Когда она отвергла его ухаживания, он осадил дом её отца и, убив многих из Ганнов, силой увез девушку в свой замок Акергилл. Там Элен, отказавшись подчиниться похитителю, покончила с собой, сбросившись с башни.
Ганны неоднократно совершали набеги на владения Китов. Когда количество убитых с той и другой стороны превысило разумные пределы, вожди кланов условились о встрече, на которой собирались положить конец вражде (возможно с помощью личного поединка). Было решено, что каждая из сторон отправит на переговоры по 12 лошадей (т.е. по 12 всадников). Однако Киты схитрили, и когда они прибыли к условленному месту, оказалось, что на каждой лошади с их стороны сидит по два человека. Имея численный перевес, Киты устроили резню. Вождь Ганнов и четверо его сыновей были убиты, а брошь вождя, символ власти Ганнов, — похищена.
Впоследствии один из оставшихся в живых сыновей Джорджа Ганна отомстил за отца, убив в Акергилле вождя клана Кит и его сына.

## Раскол клана
После гибели вождя клан раскололся на несколько ветвей. Джеймс, оставшийся в живых старший сын, переехал с семьёй в Килдонан в Сатерленде. Другой сын, Роберт, обосновался в Брэморе, на юге Кейтнесса (эта ветвь клана взяла фамилию Робсон или Робинсон), а третий выживший сын, Джон, — в устье реки Терсо в Вестердейле. Кроме того, считается, что двое младших сыновей Джорджа Ганна, Генри и Уильям, также образовали независимые ветви — Хендерсон, Уильямсон и Уилсон.
Во времена раскола клану предстояла нелегкая борьба за выживание. В 1586 г. против Ганнов объединились графы Кейтнесса и Сатерленда, и с обеих сторон пролилось немало крови. Ганны немного усилили своё положение, когда один из членов клана, Ганн из Киллернана, женился на Мэри, сестре лорда Рея, вождя клана Макей, а вождь Ганнов взял в жены его дочь. От этого брака родился шестой вождь клана Ганн, Дональд Кроттах по прозвищу «Горбун». Во времена его главенства Ганны потеряли родовые земли и дом в Киллернане — земли были отданы за долги, а дом разрушен из-за неосторожного обращения с порохом. В XVIII в. упадок пришел и к Робсонам, ветви Ганнов в Брэморе, когда из земли также были конфискованы кредиторами. Впоследствии Ганны из Киллернана получили в собственность земли в Баденохе.
В XVII в. одним из выдающихся членов клана был сэр Уильям Ганн, которого собственноручно посвятил в рыцари король Карл I. После того, как во время Английской революции король был казнен, сэр Уильям перебрался на континент, женился на немецкой баронессе и служил в чине генерала в армии Священной Римской империи.
Во время восстания якобитов в 1745 г. клан Ганн, в отличие от большинства шотландских кланов, которые желали видеть на троне «Старого претендента» Якова III, оставался на стороне действующего короля Георга II.
В 1780 г. восьмой вождь клана, Уильям Ганн, погиб в Индии, после чего статус вождя должен был перейти к его брату, Моррисону Ганну, который также служил в британской армии. Но в 1785 г. Моррисон умер на Гибралтаре, так и не успев официально войти в должность. Братья не оставили потомков мужского пола, и преемственная линия вождей, восходящая к Дональду Кроттаху, прервалась.

## Вождь клана
После смерти Моррисона Ганна в 1785 году древний шотландский клан остался без вождя, поскольку у него не было прослеживаемого наследника. Уильям Ганн из Баннискирка был назначен командующим кланом в 1967 году, пока не был найден законный вождь. После его смерти в 1972 году «Лионский суд» назначил новым командующим племянника г-на Ганна Иана Александра Ганна из Баннискирка. Семейным советом клана, которое состоялось 18 июля 2015 года, было решено подать петицию в Лионский суд с просьбой признания Иана Александра Ганна - главой клана. Суд утвердил петицию и признал командира новым вождем клана и 16 апреля 2016г. клан официально назначил Иана Александра Ганна своим новым вождем.

## Септы
| - Allisterson - Anderson - Croner - Crownar - Crowner - Cruiner - Cruner - Eanrig - Enrick - Gailey | - Galdie - Gallie - Ganson - Gauldie - Gaunson - George - Georgeson - Henderson - Inrig - Jameson | - Jamieson - Jamison - Johnson - Kean - Keene - MacAllister - MacChruner - MacComas - MacCorkill - MacCorkle | - MacCullie - MacDad - MacDhaidh - MacEnrick - MacGeorge - MacHamish - MacIan - Mackames - Mackeamis - Mackeamish | - Mackean - Mackendrick - MacMains - MacManus - MacNeil - MacOmish - MacRob - MacRory - MacSheoras - MacWilliam | - Magnus - Magnusson - Main(s) - Maness - Mann - Manson - Manus - More - Neilson - Nelson | - Robeson - Robinson - Robison - Robson - Rorieson - Sandison - Swan - Swann - Swanney - Swanson | - Thomson - Tomson - Wiley - Will - Williamson - Wills - Wilson - Wylie - Wyllie |